# باتانيس
باتانيس هي مقاطعة في الفلبين، تتبع وادي كاغيان، بلغ عدد سكانها 17٬246 نسمة، في 2015، عاصمتها Basco, Batanes ‏، تبلغ مساحتها 219٫01 كيلومتر مربع، رمزها البريدي هو 3900–3905.

## معرض صور

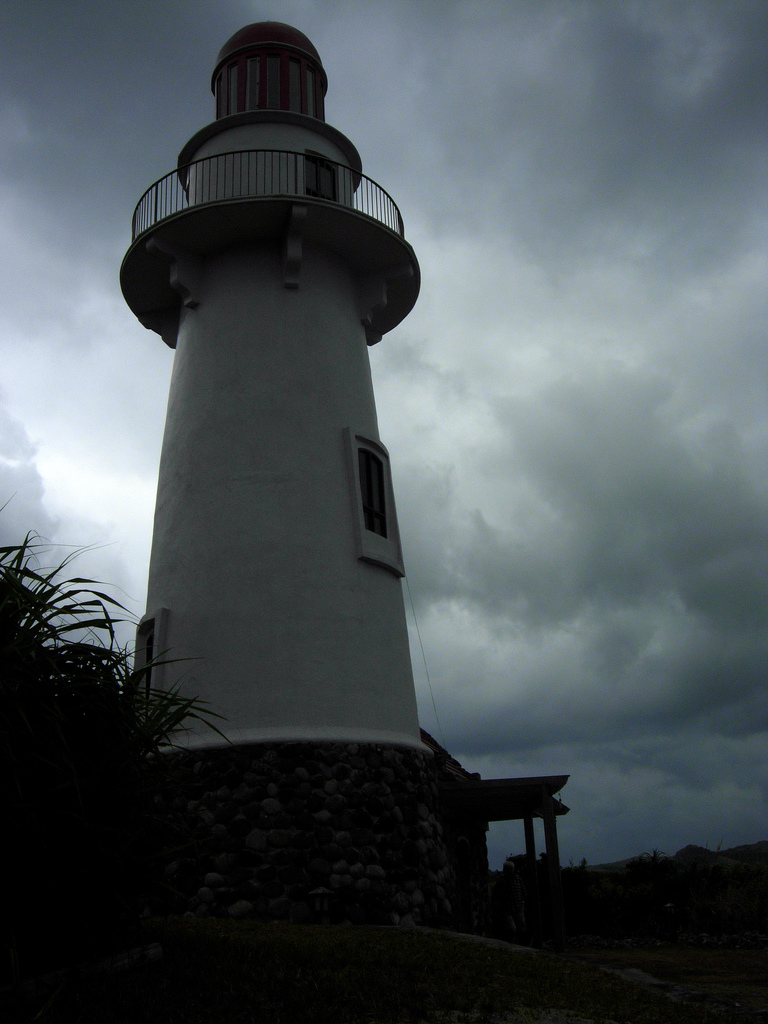
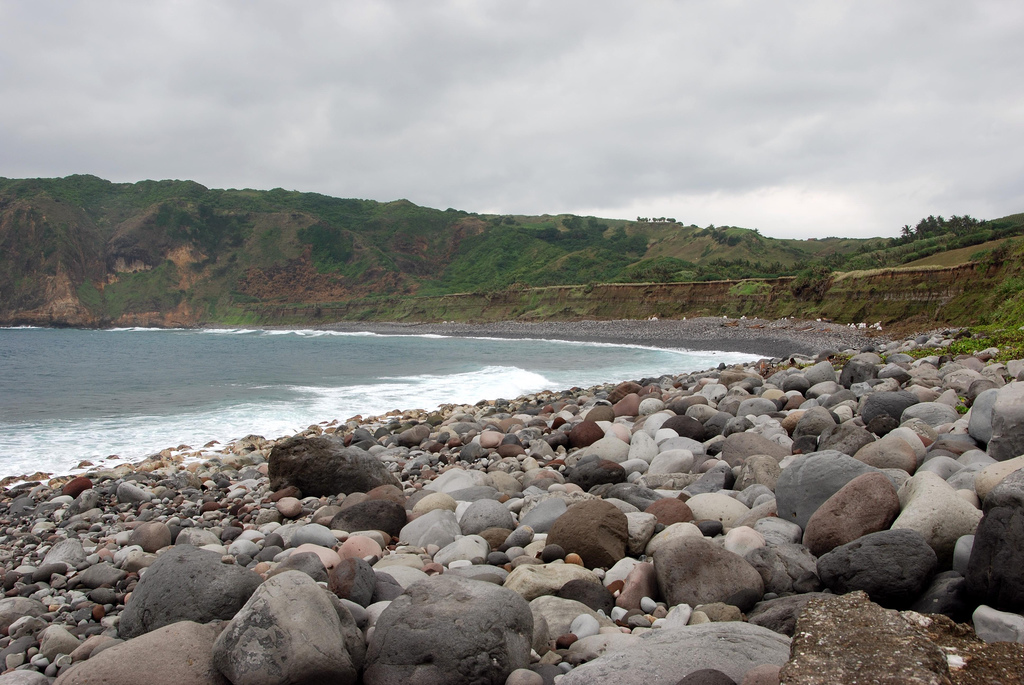
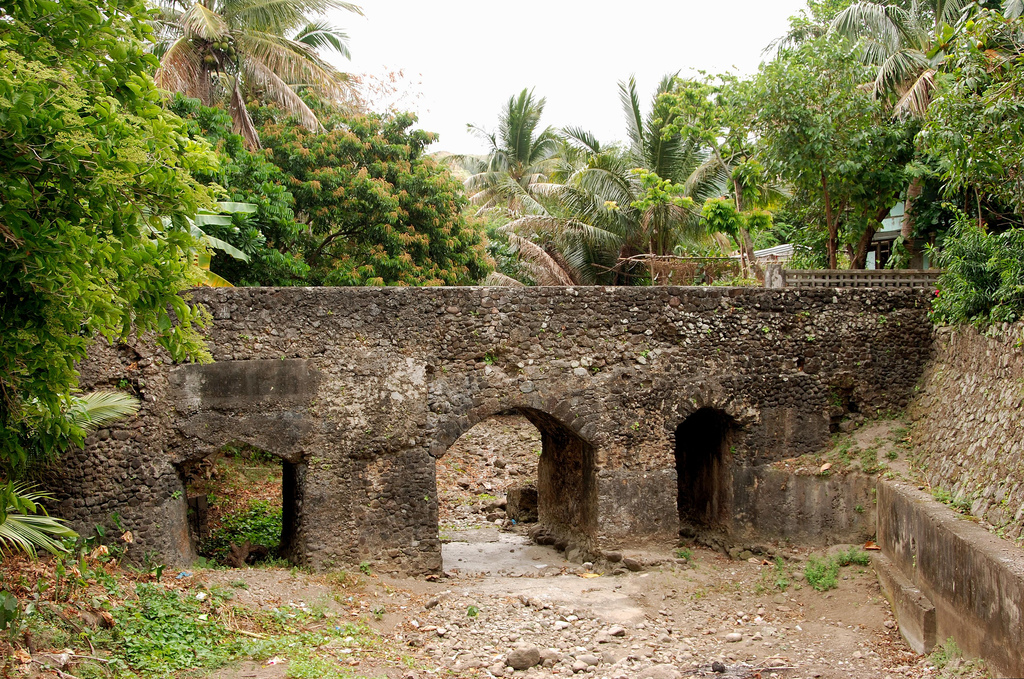

## الموقع
تشترك في الحدود مع:
- مقاطعة بينغتونغ.

## التقسيمات الإدارية
- Basco, Batanes [الإنجليزية]‏
- Itbayat [الإنجليزية]‏
- Ivana, Batanes [الإنجليزية]‏
- Mahatao [الإنجليزية]‏
- Sabtang [الإنجليزية]‏
- Uyugan [الإنجليزية]‏.